# Lista ustaw rzymskich
Lista rzymskich ustaw obejmuje listę znanych ustaw z czasów starożytnego Rzymu. Ustawy (łac. lex) w okresie republiki stanowiły podstawowe źródło prawa. Nazwy ustaw brały się od imion rodowych jej wnioskodawcy (lub wnioskodawców), którymi mogli być dyktatorzy, pretorzy, konsulowie i trybuni ludowi.

## Lista rzymskich praw
| Lex Acilia repetundarum               | 123 p.n.e.             |                                                          |               | Wprowadzenie stałego trybunału karnego dla repetundae.                                                       |
| Lex Aebutia de formulis               | II wiek p.n.e.         |                                                          |               | Dopuszczenie procesu formularnego w sprawach dotyczących postępowania formularnego.                          |
| Lex Aelia Sentia                      | 4 n.e.                 | Sekstus Eliusz Katus, Gajusz Sencjusz Saturninus         | Konsul        | Ograniczenie możliwości wyzwalania niewolników.                                                              |
| Lex Antonia de provocatione           | 44 p.n.e.              | Marek Antoniusz                                          | Konsul        | Udzielenie provocatio ad populum zasądzonym w trybunałach karnych.                                           |
| Lex Apuleia de maiestate              | 103 p.n.e.             | Lucjusz Apulejusz Saturninus                             | Trybun ludowy | Utworzenie stałego trybunału karnego dla crimen laesae maiestatis.                                           |
| Lex Apuleia de sponsu                 | po 241 p.n.e.          |                                                          |               | Regulacja odpowiedzialności poręczycieli.                                                                    |
| Lex Aquilia                           | 286 p.n.e.             | Akwiliusz                                                | Trybun ludowy | Ustalenie kar za wyrządzenie szkód na cudzym majątku.                                                        |
| Lex Aternia Tarpeia                   | 454 p.n.e.             |                                                          |               | Ustalenie maksymalnych kar, które mogą nałożyć urzędnicy rzymscy.                                            |
| Lex Atilia de tutore dando            | 210 p.n.e.(?)          |                                                          |               | Wprowadzenie magistratualnego ustanowienia opiekuna w przypadku braku opiekunów testamentowych i ustawowych. |
| Lex Atinia de tribunus plebis         | II wiek p.n.e.         |                                                          |               | Wprowadzenie trybunów plebejskich do senatu.                                                                 |
| Lex Atinia de usucapione              | III/II wiek p.n.e.     |                                                          |               | Wykluczenie z zasiedzenia rzeczy skradzionych.                                                               |
| Lex Aurelia de ambitu                 | 70 p.n.e.(?)           |                                                          |               | Wprowadzenie kary zakazu kandydowania w wyborach za oszustwa wyborcze.                                       |
| Lex Aurelia iudicaria                 | 70 p.n.e.              |                                                          |               | Ustalenie składu sędziów.                                                                                    |
| Lex Calpurnia de ambitu               | 67 p.n.e.              |                                                          |               | Wprowadzenie nowych kar za oszustwa wyborcze.                                                                |
| Lex Calpurnia de repetundis           | 149 p.n.e.             | Lucjusz Kalpurniusz Pizon                                | Trybun ludowy | Wprowadzenie po raz pierwszy stałego trybunału karnego dla repetundae.                                       |
| Lex Canuleia                          | 445 p.n.e.             |                                                          |               | Uznanie małżeństw pomiędzy plebejuszami a patrycjuszami.                                                     |
| Lex Cassia tabellaria                 | 137 p.n.e.             | Lucjusz Kassjusz Longinus Ravilla                        | Trybun ludowy | Wprowadzenie tajności w głosowaniu zgromadzenia plebejskiego.                                                |
| Lex Cincia                            | 204 p.n.e.             | Marek Cyncjusz Alimentus                                 | Trybun ludowy | Zabronienie darowizn na rzecz obcych osób ponad pewną wysokość.                                              |
| Lex Cicereia                          | II wiek p.n.e.         |                                                          |               | Złagodzenie odpowiedzialności poręczycieli.                                                                  |
| Lex Claudia                           | 218 p.n.e.(?)          | Kwintus Klaudiusz                                        | Trybun ludowy | Ustawa zakazująca posiadania przez senatorów i ich synów statków powyżej ładowności 300 amfor.               |
| Lex Claudia de tutela mulierum        | 49 p.n.e.-44 p.n.e.    |                                                          |               | Zniesienie ustawowej opieki agnatów nad kobietami.                                                           |
| Lex coloniae Genetivae Iuliae         | 44 p.n.e.              |                                                          |               | Regulacja zarządu kolonii Urso w Hiszpanii.                                                                  |
| Lex Cornelia de ambitu                | 81 p.n.e.              | Sulla                                                    | Dyktator      | Wprowadzenie stałego trybunału karnego dla przestępstw wyborczych.                                           |
| Lex Cornelia de captivis              | ok. 80 p.n.e.          | Sulla                                                    | Dyktator      | Utrzymanie w mocy testamentu obywatela, który dostał się do niewoli.                                         |
| Lex Cornelia de falsis                | 81 p.n.e.              | Sulla                                                    | Dyktator      | Wprowadzenie stałego trybunału karnego dla przestępstwa fałszerstwa.                                         |
| Lex Cornelia de iniuriis              | 81 p.n.e.              | Sulla                                                    | Dyktator      | Wprowadzenie stałego trybunału karnego dla przypadków naruszenia cudzej osobowości.                          |
| Lex Cornelia de iurisdictione         | 67 p.n.e.              |                                                          |               | Nakazanie pretorowi stosowania się do swoich trwałych edyktów.                                               |
| Lex Cornelia de repetundis            | 81 p.n.e.              | Sulla                                                    | Dyktator      | Wprowadzenie zmian w regulacji przestępstwa repetundae.                                                      |
| Lex Cornelia de sicariis et veneficis | 81 p.n.e.              | Sulla                                                    | Dyktator      | Wprowadzenie (lub zmiana) stałego trybunału karnego dla czynów skierowanych przeciwko życiu ludzkiemu.       |
| Lex Cornelia de tribunicia potestate  | 82 p.n.e.              | Sulla                                                    | Dyktator      | Ograniczenie władzy trybunów ludowych.                                                                       |
| Lex Cornelia Baebia de ambitu         | 181 p.n.e.             |                                                          |               | Jedna z pierwszych ustaw skierowanych przeciwko przestępstwom wyborczym.                                     |
| Lex Cornelia Fulvia de ambitu         | 159 p.n.e.             |                                                          |               | Ustawa skierowana przeciwko przestępstwom wyborczym.                                                         |
| Lex de imperio Vespasiani             | 69 n.e.                |                                                          |               | Nadanie imperium Wespazjanowi.                                                                               |
| Lex Fabia                             | po 89 p.n.e.           |                                                          |               | Dotyczyła przestępstwa kradzieży.                                                                            |
| Lex Falcidia                          | 40 p.n.e.              | Publiusz Falcydiusz                                      | Trybun ludowy | Ograniczenie wysokości legatów.                                                                              |
| Lex Fufia Caninia                     | 2 p.n.e.               | Gajusz Fufiusz Geminus, Lucjusz Kaninus Gallus           | Konsul        | Ograniczenie testamentowego wyzwolenia niewolników.                                                          |
| Lex Furia testamentaria               | 204 p.n.e.-169 p.n.e.  |                                                          |               | Zakaz uzyskania przez zapis więcej niż 1000 asów.                                                            |
| Lex Gabinia                           | 67 p.n.e.              |                                                          |               | Nadanie specjalnych uprawnień Pompejuszowi na terenie Morza Śródziemnego.                                    |
| Lex Gabinia tabellaria                | 139 p.n.e.             |                                                          |               | Wprowadzenie tajności głosowania w czasowie wyborów.                                                         |
| Lex Genucia                           | 342 p.n.e.             |                                                          |               | Zakaz udzielania oprocentowanych pożyczek.                                                                   |
| Lex Hortensia                         | 287 p.n.e.             |                                                          |               | Zrównanie z ustawami uchwał zgromadzeń plebejskich, które od tej pory obowiązywały również patrycjuszy.      |
| Lex Icilia                            | 492 p.n.e.             |                                                          |               | Prawdopodobnie pierwsza ustawa wprowadzająca nietykalność trybunów plebejskich.                              |
| Lex Iulia de adulteriis               | 18 p.n.e.(?)           | Oktawian August                                          | Cesarz        | Wprowadzenie stałego trybunału karnego dla przestępstwa cudzołóstwa.                                         |
| Lex Iulia de ambitu                   | 18 p.n.e.              | Oktawian August                                          | Cesarz        | Złagodzenie kar za przestępstwa wyborcze.                                                                    |
| Lex Iulia de civitate                 | 90 p.n.e.              | Lucjusz Juliusz Cezar                                    | Konsul        | Przyznanie obywatelstwa sojuszniczym mieszkańcom Italii.                                                     |
| Lex Iulia de maritandis ordinibus     | 18 p.n.e.              | Oktawian August                                          | Cesarz        | Regulacja kwestii prawa małżeńskiego.                                                                        |
| Lex Iulia de vicesima hereditatum     | 5 n.e.(?)              | Oktawian August                                          | Cesarz        | Wprowadzenie podatku spadkowego w wysokości 5% spadku i legatów.                                             |
| Lex Iunia Norbana                     | 19 n.e.                | Marek Juniusz Silanus Torkwatus, Lucjusz Norbanus Balbus | Konsul        | Nadanie wyzwolonym przez edykt pretorski wolność prawną.                                                     |
| Lex Maenia                            | III wiek p.n.e.        |                                                          |               | Ustawa nakazująca zatwierdzenie kandydatów na urząd magistratualne przez senat.                              |
| Lex Manciana                          | II połowa I wieku n.e. |                                                          |               | Regulacja zarządu domen cesarskich w północnej Afryce.                                                       |
| Lex Ogulnia                           | 300 p.n.e.             |                                                          |               | Dopuszczenie plebejuszu do kolegiów kapłańskich.                                                             |
| Lex Ovinia                            | 312 p.n.e.             |                                                          |               | Przekazanie wykonywania spisu senatu cenzorom.                                                               |
| Lex Papiria                           | 131 p.n.e.             | Gajusz Papiriusz Karbon                                  | Trybun ludowy | Wprowadzenie tajności głosowania nad projektami ustaw.                                                       |
| Lex Petronia                          | 61 n.e.(?)             |                                                          |               | Ograniczenie prawa do oddania niewolnika na pożarcie zwierząt.                                               |
| Lex Poetelia                          | 326 p.n.e.(?)          |                                                          |               | Wprowadzenie zakazu niewoli za długi.                                                                        |
| Lex Publilia Philonis                 | 339 p.n.e.             |                                                          |               | Wprowadzenie wymogu zatwierdzenia ustaw przez senat przed zebraniem się zgromadzenia ludowego.               |
| Lex Sempronia                         | 133 p.n.e.             | Tyberiusz Grakchus                                       | Trybun ludowy | Ograniczenie do 250 hektarów ilości ziemi mogącej się znajdować w ręku jednego właściciela.                  |
| Lex Silia                             | III wiek p.n.e.(?)     |                                                          |               | Wprowadzenie legis actio per condictionem w sprawach o oznaczoną sumę pieniężną.                             |
| Lex Trebonia                          | 55 p.n.e.              | Gajusz Treboniusz                                        | Trybun ludowy | Przyznanie pięcioletniego zarządu Krassusowi nad Syrią i Pompejuszowi nad Hiszpanią Bliższą i Dalszą.        |
| Lex Tullia                            | 63 p.n.e.              | Cyceron                                                  | Konsul        | Dotyczyła przestępstw wyborczych.                                                                            |
| Lex Villia Annalis                    | 180 p.n.e.             | Lucjusz Villio                                           | Trybun ludowy | Ustalenie kolejności sprawowania urzędów.                                                                    |
| Lex Voconia                           | 169 p.n.e.             | Kwintus Wokoniusz Saksa                                  | Trybun ludowy | Ograniczenie spadkobrania kobiet.                                                                            |

## Ogólne ustawy
- Lex agraria, dotyczące podziału gruntów państwowych.
- Leges sumptuariae, dotyczące ograniczania zbytku i luksusu.